# Stanzerei

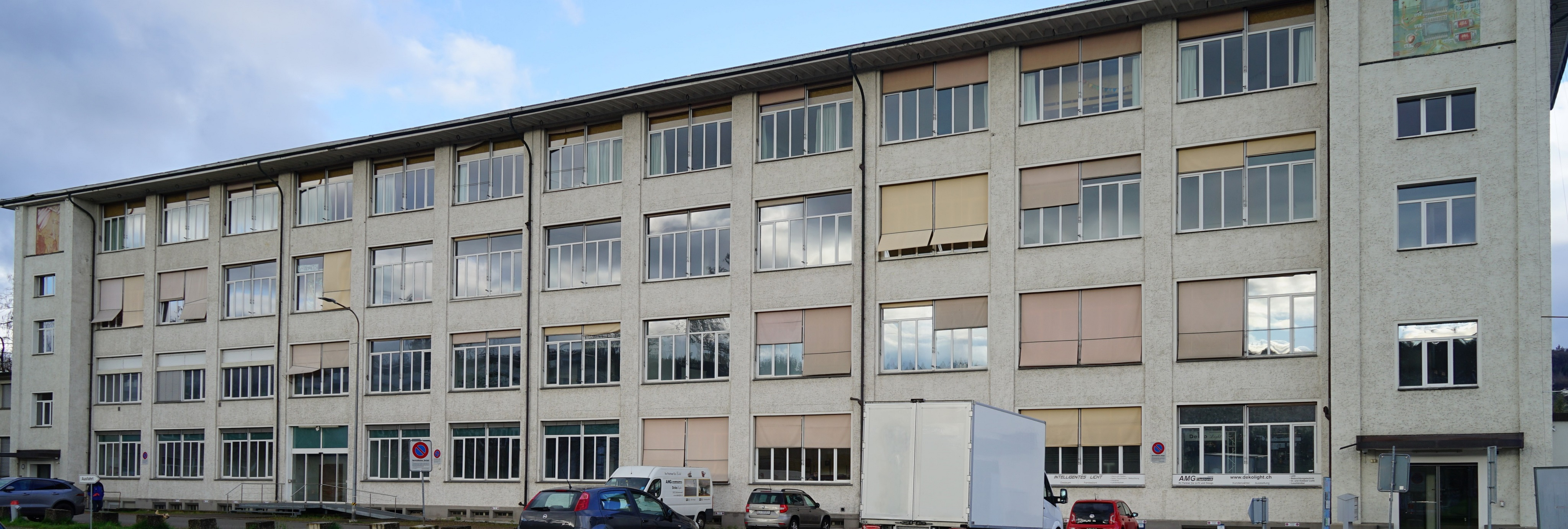
Gesamtansicht, 2023

Die ehemalige Stanzerei der Schuhfabrik Bally ist ein Industriedenkmal der Moderne in Schönenwerd im Schweizer Kanton Solothurn. Das 1911 vollendete «bedeutende Beispiel der Schweizer Industriearchitektur» steht als Kulturgut von nationaler Bedeutung und Teil des Bally-Areals unter Denkmalschutz.

## Lage
Das Gebäude liegt südwestlich des Bahnhofs und gehört zur «Unteren Fabrik». Nordwestlich schliesst sich die ehemalige Herrenschuhfabrik an, südlich die Sheddächer der «Gummischuhfabrik» vor dem Kosthaus am Bally-Park. Die Adresse ist Parkstrasse «16».

## Geschichte

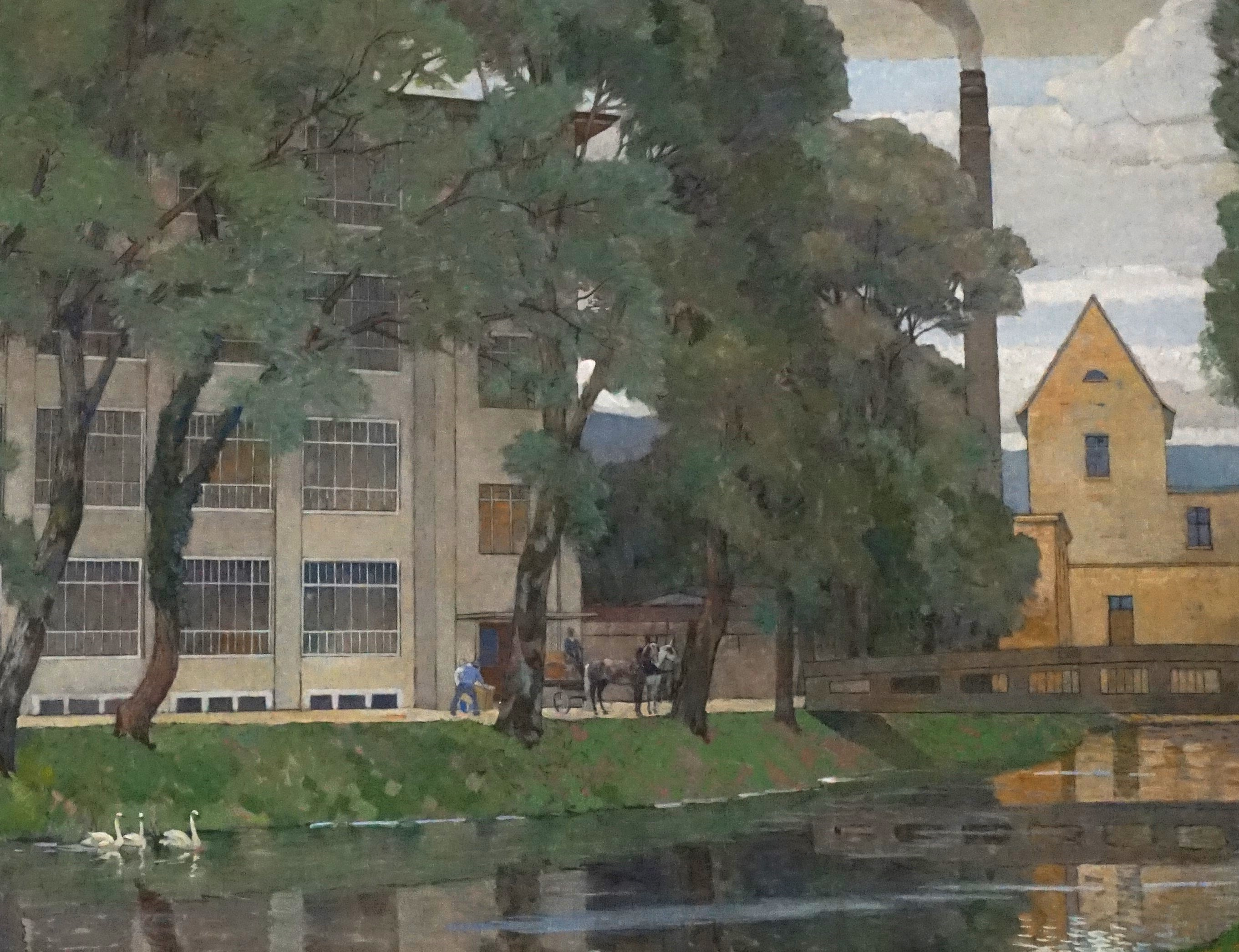
Stanzerei und Fabrikkanal, Wilhelm Ludwig Lehmann (1926, Ausschnitt)

Das «Neue Haus», später «Werkschule», war der 1837 der erste Industriebau der Unternehmerfamilie Bally. Die ersten Bauten der «Oberen Fabrik» wurden 1854 errichtet, unzählige Bauetappen folgten. Auf dem trockengelegten Schachen entstanden mit der Elastikweberei von 1868 und den Sheddächern der mechanischen Schusterei von 1871 die ersten Bauten der Unteren Fabrik. Die Schusterei wurde 1874 von sechs auf acht und zuletzt auf zwölf Sheds erweitert.
Das wachsende Unternehmen benötigte für den zunehmenden Einsatz von Maschinen neue Räumlichkeiten. Die Stanzerei wurde 1911 am Fabrikkanal errichtet. Grosse, schwere Stanzmaschinen fertigten dort die Teile des Schuhschafts sowie Sohlen und Absätze aus Leder. Damals reichten Park und Kanal noch bis vor die Fabrikationsgebäude. Das neue «Kosthaus» von Karl Moser schloss 1919 das Gelände der «Oberen Fabrik» zum Park ab. Letztes Bauvorhaben war die 1963 vollendete Herrenschuhfabrik, die den Shedbau von 1871 ersetzte. Danach fanden weder grössere Neubauten noch Abbrüche statt. Die Investmentgesellschaft Texas Pacific Group (TPG) erwarb 1999 das Unternehmen und schloss den Betrieb.
Die ehemalige Stanzerei mit dem Bally-Areal ist in das Schweizerische Inventar der Kulturgüter von nationaler Bedeutung (Kategorie A) eingetragen. Im Inventar der Kulturgüter sind verzeichnet: Genutzt wird der Bau durch verschiedene Gewerbebetriebe.
Der Künstler und Hochschullehrer Wilhelm Ludwig Lehmann schuf 1926 ein Ölgemälde der Stanzerei. Es wurde im Januar 1927 von der Schuhfabrik der ETH Zürich geschenkt und ist Teil eines Bilderzyklus zu Schweizer Technik und Industrie (Hauptgebäude, Südrisalit, Geschoss F).

## Beschreibung
Die Stanzerei ist ein viergeschossiger Hochbau mit zwei schwach ausgeprägten Seitenrisaliten, die Treppenhäuser beinhalten. Das langgestreckte Industriegebäude ist ein Betonskelettbau mit zwölf Fensterachsen. Die schmucklose Fassade wird durch die grossflächigen Fensterbänder geprägt. Das Bauwerk gilt als «früher Vorläufer der Moderne» und «bedeutendes Beispiel der Schweizer Industriearchitektur». Es gehört zu den «Pionierbauten» des Bally-Areals.

## Belege
1. ↑  Kantonsliste A- und B-Objekte Kanton SO. Schweizerisches Kulturgüterschutzinventar mit Objekten von nationaler (A-Objekte) und regionaler (B-Objekte) Bedeutung. In: Bundesamt für Bevölkerungsschutz BABS – Fachbereich Kulturgüterschutz, 1. Januar 2024, S. 9,  abgerufen am 7. Februar 2023. (PDF; 303 kB, 9, Revision KGS-Inventar 2021 (Stand: 1. Januar 2023)).
2. 1 2  Valerie Girsberger: Shedbauten. In: Fotos erzählen Dorfgeschichte. Ausstellung zum Thema «Unser Schönenwerd – mein Dorf» im Altersheim Haus im Park. In: Chrone-Zitig. Nr. 37 (PDF, 14,2 MB). Schönenwerd (Juni 2012). S. 32.
3. 1 2  Abegg et al.: Herrenschuhfabrik, 1963. In: Industrieensemble und Parkanlage «Bally» in Schönenwerd. GSK, Bern 2005. S. 26–27.
4. ↑  KGS-Nr.: 09288 in Schönenwerd.
5. ↑  ch.babs.kulturgueter: Bally-Areal. (abgerufen am 28. Juli 2024)
6. ↑  Agnese Quadri: «Epos Schweizer Technik und Industrie» (Teil 3): Die Industriebilder und die Ästhetik rauchender Schornsteine. (etheritage.ethz.ch vom 23. September 2022; abgerufen am 28. Juli 2024)
7. ↑  ballyana.ch: Architektur. Stanzerei 1911. (abgerufen am 28. Juli 2024)

Koordinaten: 47° 22′ 18,5″ N, 7° 59′ 57,5″ O; CH1903: 642347 / 246925